# Keijō

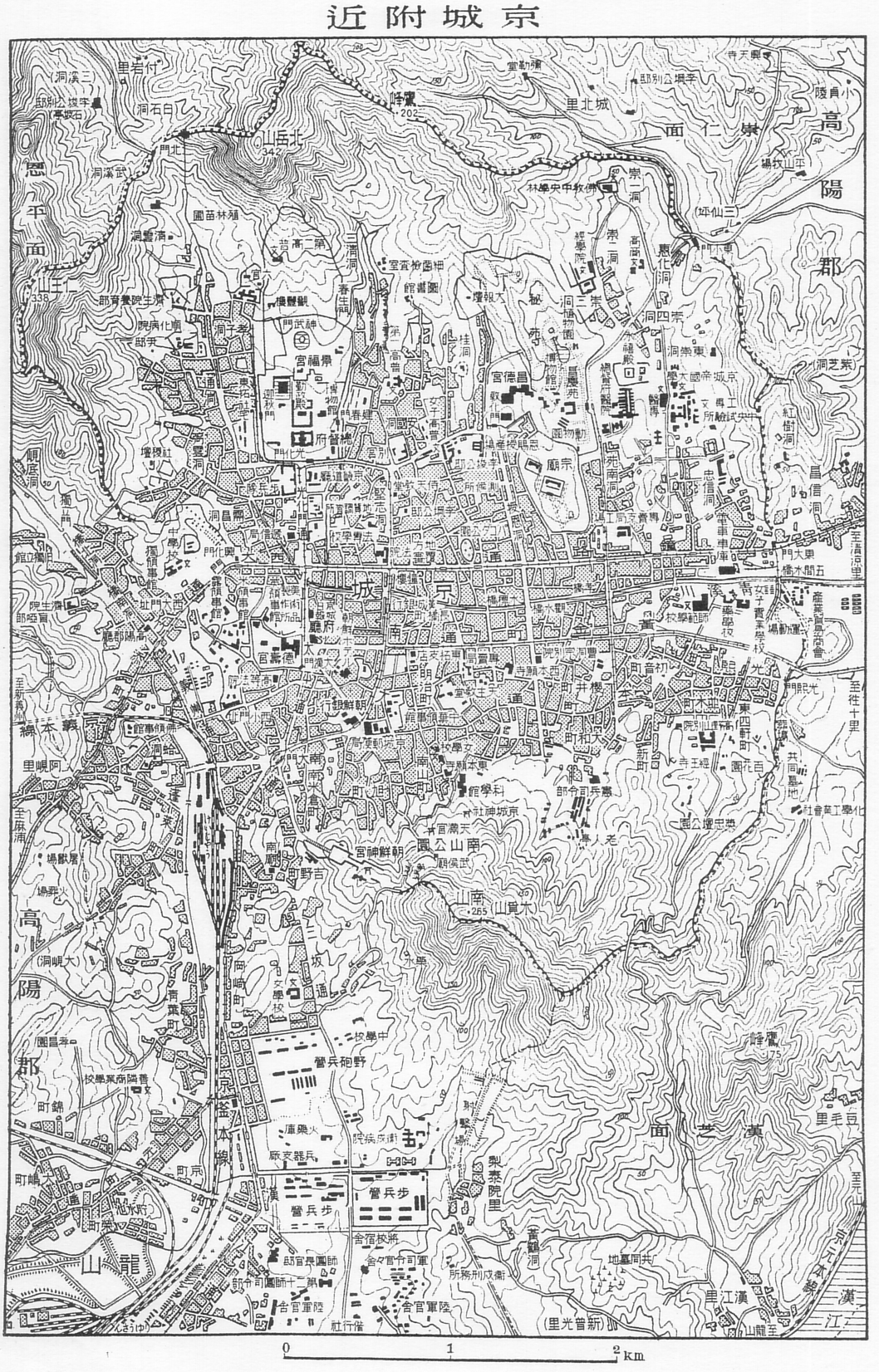
Bản đồ Keijō khoảng năm 1930

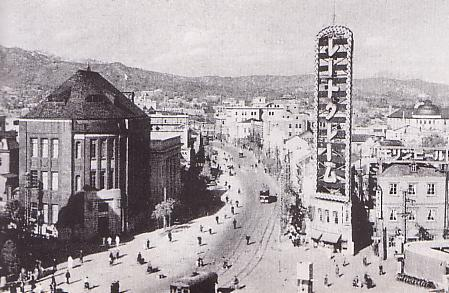
Đường Namdaemun trong thời kỳ Nhật đế

Keijō, hay Gyeongseong là một khu hành chính của Triều Tiên thuộc Nhật. Nó tương ứng với Seoul hiện tại, thủ đô của Hàn Quốc hiện nay.

## Honmachi
Quận trung tâm của Gyeongseong là Honmachi.

## Lịch sử
Tiền thân của Triều Tiên thuộc Nhật là Nhà Triều Tiên, thủ đô lúc đó là Hán Thành. Minh Trị sáp nhập Triều Tiên vào Nhật Bản sau đó đổi tên thành "Keijō" ở đây tương đương với "thành phố" trong nội địa Nhật Bản.
Sau khi Nhật Bản đầu hàng trong Thế chiến II năm 1945, một lần nữa họ tiếp tục sử dụng tên Hanseong (Hán Thành). Ngày 18 tháng 10 năm 1946, đổi thành Seoul (서울).